# 富貴竹
富貴竹（学名：Dracaena sanderiana），又稱仙達龍血樹、辛氏龍血樹、文昌竹、女王竹、萬年竹、開運竹、转运竹，台湾、韓國、日本稱其為萬年青，屬天門冬科龍血樹屬。

## 分布
原產於非洲中西部的喀麥隆、安哥拉、加蓬、刚果共和国、刚果民主共和国、中非共和國等。

## 觀賞
本種被引種到世界各地，成為常見的觀賞植物。大約在1970年代後期被大量引進中國作觀賞之用。可用作土種及水種，在常溫下室內室外皆宜，水種的富貴竹壽命也可達數年以上。
- 綠葉富貴竹
- 金邊富貴竹
- 銀邊富貴竹
- 水培富貴竹
- 水栽插枝所長出的不定根
- 人工彎曲其樹枝可作出各種造型
- 在農曆新年前夕，某一位華人家中大廳角落擺放的富貴竹
- 富貴竹開花